# الإعاقة في منغوليا

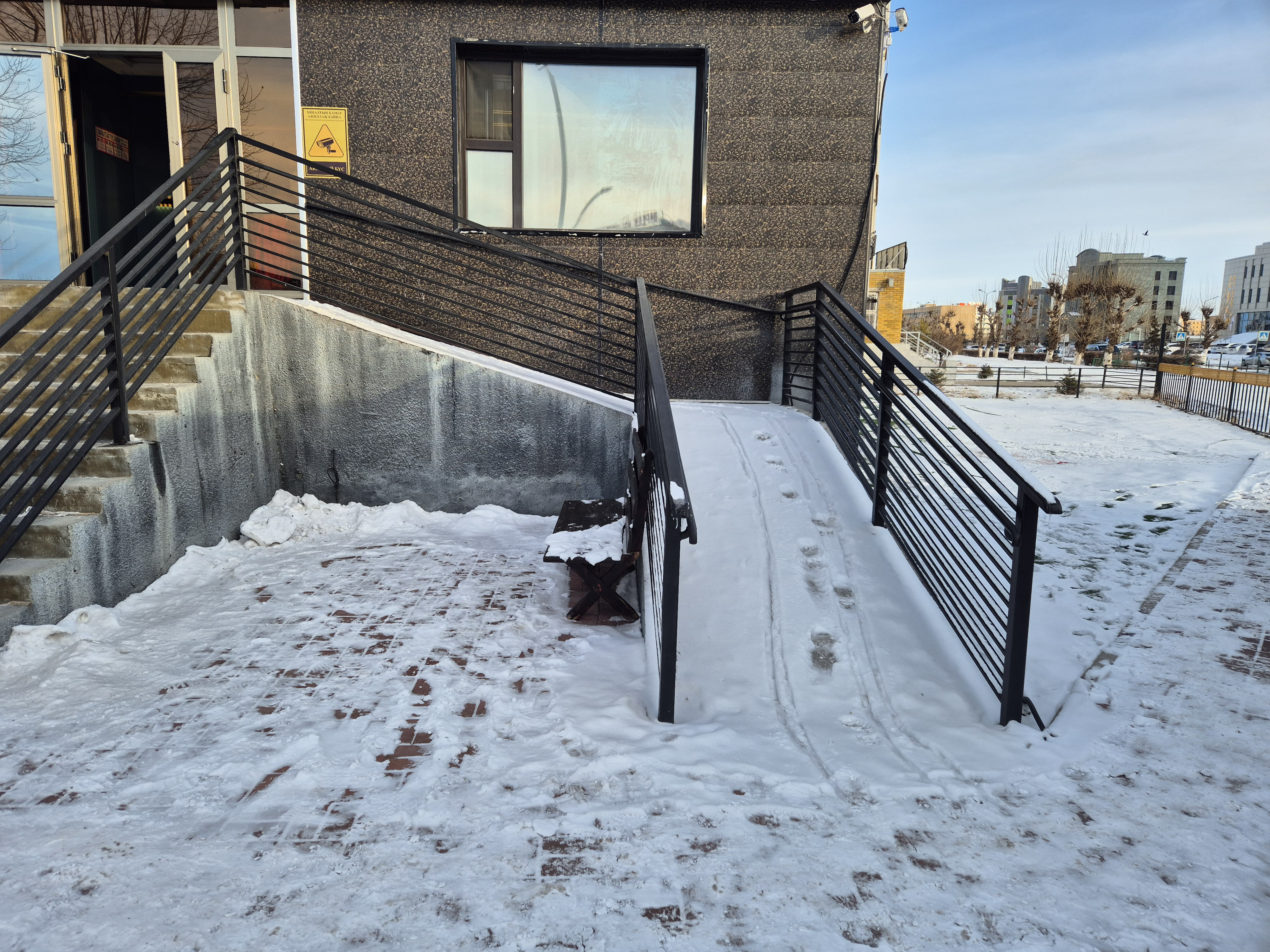
منحدر الكراسي المتحركة في دارخان ، دارخان-أول

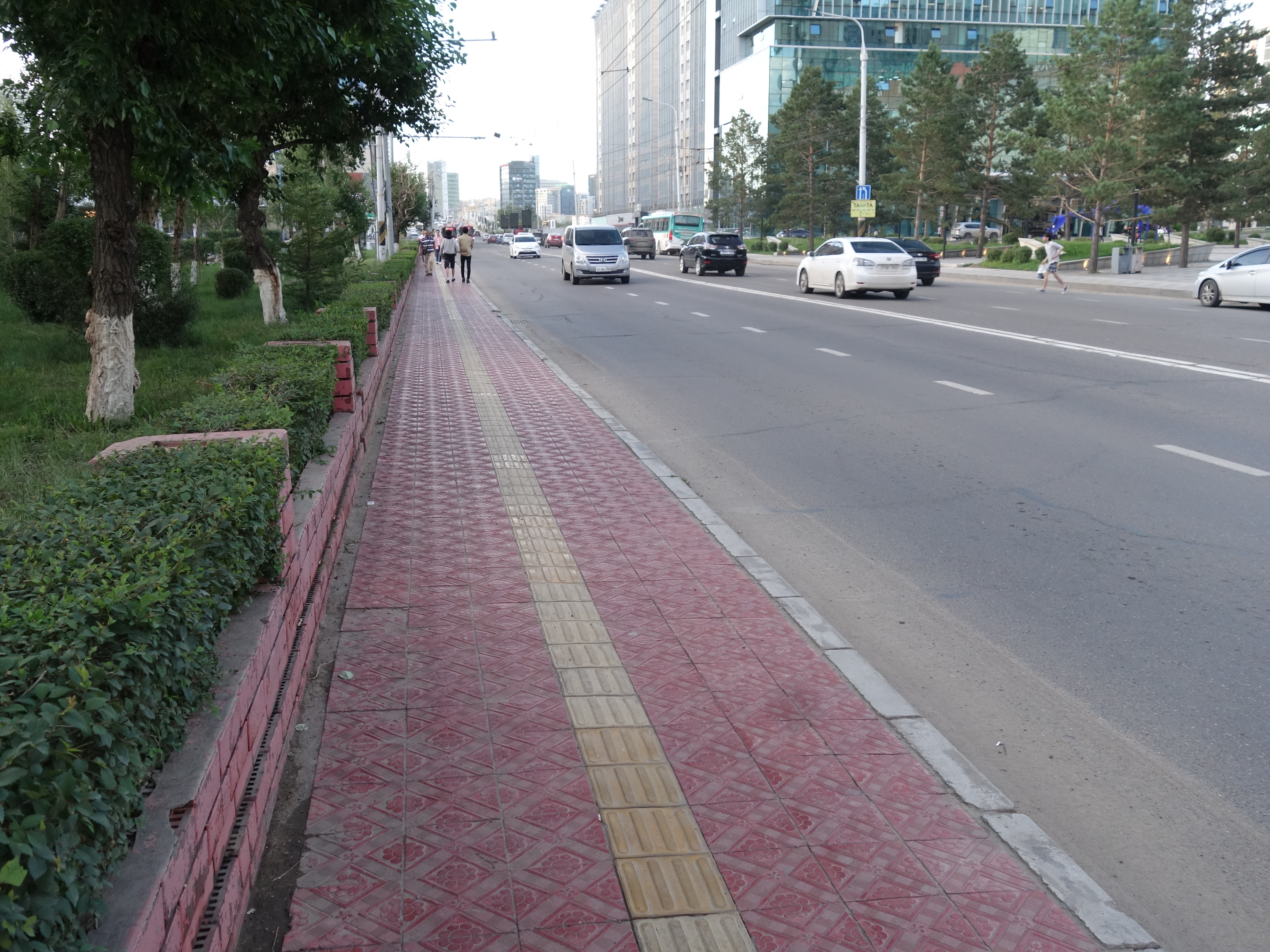
رصف ملموس على طول شارع جنكيز خان في أولان باتور

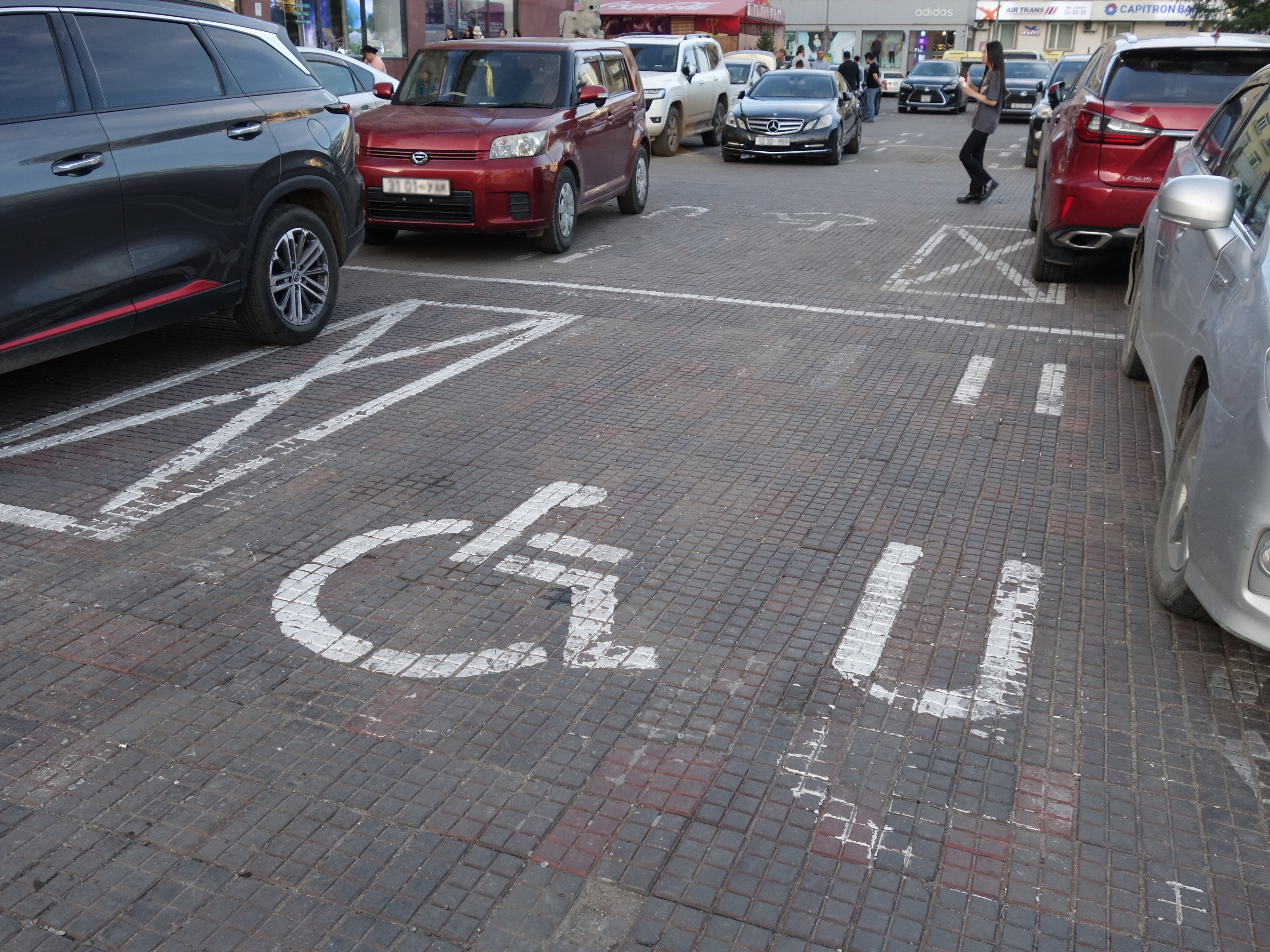
مواقف السيارات لذوي الاحتياجات الخاصة في أولان باتور

تشير الإعاقة في منغوليا إلى حالة الأشخاص ذوي الإعاقة المقيمين في منغوليا.

## التاريخ
تم سن قانون حقوق الإنسان للأشخاص ذوي الإعاقة في منغوليا عام 2016 من قبل مجلس الدولة الأكبر. وفي عام 2017، وافقت الحكومة على البرنامج الوطني الخاص بحقوق الأشخاص ذوي الإعاقة ومشاركتهم وحمايتهم، وبدأ تنفيذه بعد ذلك.
أظهرت مراجعة أجرتها منظمة الصحة العالمية عام 2018 أن الأشخاص ذوي الإعاقة، كما هو الحال في العديد من البلدان النامية، يواجهون صعوبات في ممارسة حقوقهم السياسية والمدنية، بالإضافة إلى تحديات في الوصول إلى التعليم والتوظيف.

## الإحصائيات
اعتبارًا من عام 2024، بلغ عدد الأشخاص ذوي الإعاقة بدرجات مختلفة في منغوليا نحو 115,000 شخص. تتوزع أنواع الإعاقات في البلاد على النحو التالي: ضعف الحركة (19.9%)، الإعاقة العقلية (19.0%)، ضعف البصر (10.6%)، ضعف السمع (8.2%)، الإعاقة اللغوية (4.0%)، الإعاقات المتعددة (7.5%)، وأنواع أخرى (30.4%). كما أن حوالي 11% من هؤلاء الأشخاص هم من الأطفال.

### حسب المنطقة
في عام 2019، بلغ عدد الأشخاص ذوي الإعاقة في محافظة جوفيسومبر 742 شخصًا، وهو ما يشكل 4% من إجمالي سكان المقاطعة. أما في محافظة دورنوغوفي، فقد بلغ عدد الأشخاص ذوي الإعاقة 2642 شخصًا، أي ما يمثل 3.7% من سكان المقاطعة.

## التعليم

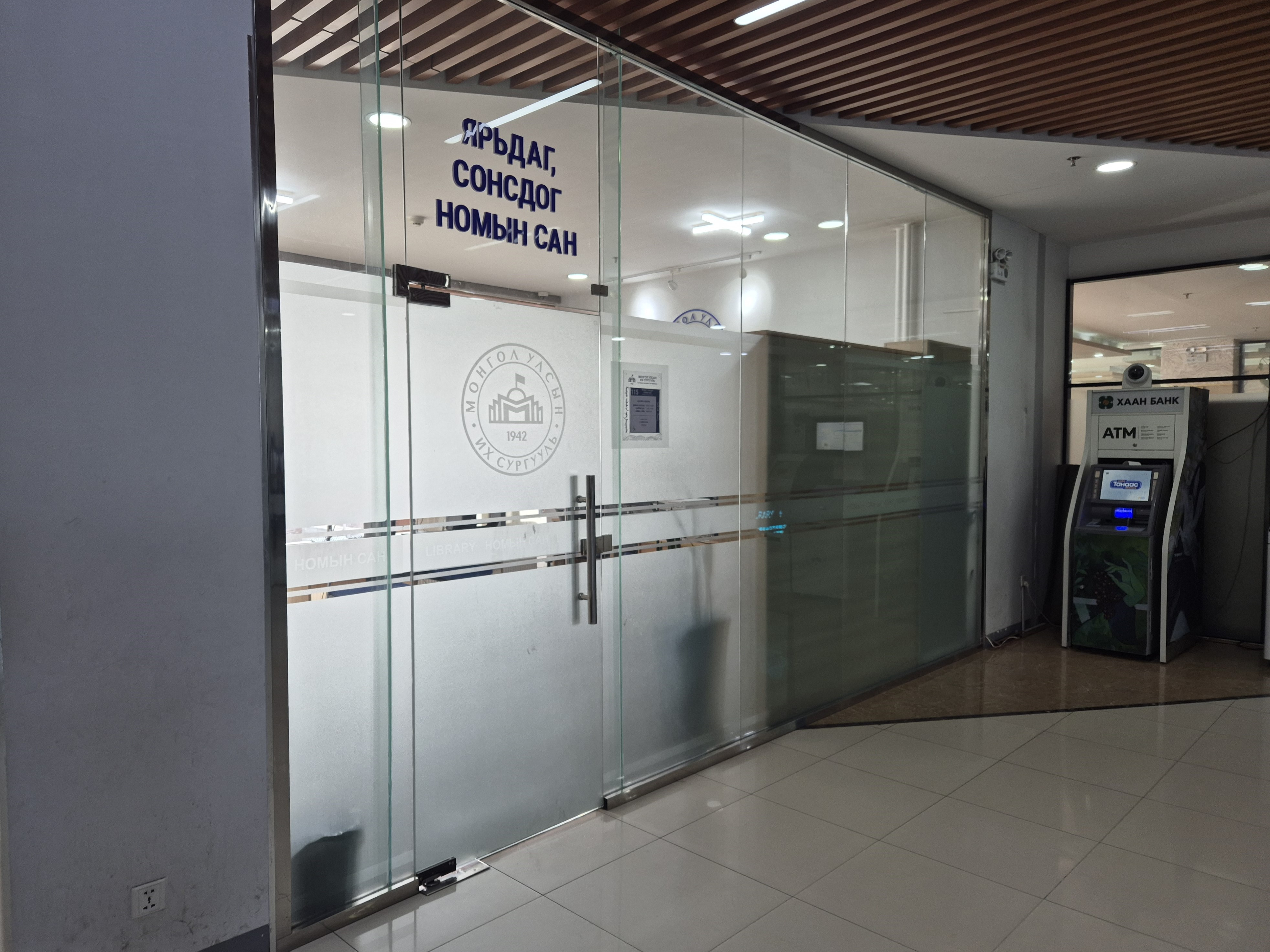
مكتبة التحدث والاستماع بجامعة منغوليا الوطنية

في عام 2023، أطلقت الجامعة الوطنية في منغوليا مكتبة تضم كتبًا صوتية مخصصة لطلابها من ذوي الإعاقة. وقد خُصصت هذه المكتبة حصريًا لخدمة هؤلاء الطلاب.

## مراكز للأشخاص ذوي الإعاقة
- مركز تنمية الأطفال ذوي الإعاقة ، أولان باتور
- مركز تنمية الأشخاص ذوي الإعاقة ، دارخان